# Eva Nedinkovska
Eva Nedinkovska (Macedonisch: Ева Нединковска) (Ohrid, 26 augustus 1983) is een zangeres uit Noord-Macedonië. In 2006 deed ze mee aan de Macedonische versie van het Nationaal Songfestival om een plaats te veroveren voor het Eurovisiesongfestival. Met het nummer Taan i Med eindigde ze echter op de 11e plaats.

## Discografie

### Albums
- Talisman